# Муньос-и-Санчес, Агустин Фернандо
Дон Агустин Фернандо Муньос-и-Санчес (4 мая 1808, Таранкон, Кастилия-Ла-Манча — 13 сентября 1873, Гавр) — герцог Риансарес и Монморо, маркиз Сан-Агустин. Второй морганатический супруг Марии Кристины, регентши Испании.

## Биография
Агустин Фернандо Муньос-и-Санчес родился в Таранконе. Его отец владел конторой по продаже табака правительственной монополии.

### Женитьба на регентше Испании
Муньос стал королевским телохранителем и привлёк внимание Марии Кристины. Согласно одной версии, он отличился тем, что остановил сбежавших лошадей её экипажа; согласно другому, он лишь поднял её носовой платок; также существовало третье и самое скандальное объяснение его успеха. Муж Марии Кристины, король Испании Фердинанд VII, умер 28 сентября 1833 года, а уже 29 декабря того же года вдовствующая королева и Муньос поженились на частной церемонии.
Если бы Мария Кристина официально объявила об этом браке, она бы потеряла статус регента. Тем не менее, о её отношениях с Муньосом было прекрасно известно при испанском дворе. Когда 13 августа 1836 года солдаты в летнем дворце Ла-Гранха взбунтовались и вынудили регентшу принять конституцию, считалось (хотя и ошибочно), что они заставили Марию Кристину пойти навстречу с помощью захвата Муньоса и угроз застрелить его; солдаты называли его guapo, что означает «красавчик». В 1840 году Мария Кристина сочла свое положение невыносимым; она отказалась от регентства и покинула Испанию вместе с Муньосом. В 1842 году Мария Кристина приобрела замок Мальмезон в качестве своей резиденции. В 1843 году после свержения генерала Бальдомеро Эспартеро, они вернулись в Испанию.

### Публичное признание брака
В 1844 году падчерица Муньоса, королева Изабелла II, была объявлена совершеннолетней. 23 июня 1844 года Изабелла пожаловала Муньосу титул герцога де Риансареса, к которому прилагался титул гранда Испании. 12 октября 1844 года Изабелла дала официальное разрешение на брак между её матерью и Муньосом; было проведено публичное бракосочетание. В 1846 году Изабелла сделала Муньоса рыцарем Золотого Руна. 30 мая 1846 года она присвоила Муньосу второй титул маркиза Сан-Агустина. Муньос был назначен генерал-капитаном, что было высшим званием в испанской армии. В 1847 году Луи-Филипп, король французов, присвоил Муньосу титул герцога де Монморо; он также наградил Муньоса Большим Крестом Ордена Почётного легиона.
До тех пор, пока Муньос не был изгнан из Испании вместе с Марией Кристиной революционным движением 1854 года, он, по имеющимся сведениям, старался  заработать как можно больше денег на железнодорожных концессиях и биржевых спекуляциях. У него не было политических амбиций. Современники были единодушны в том, что это был не только красивый мужчина, но и добрый и благовоспитанный.
Муньос умер в 1873 году, за пять лет до своей жены, в своём доме на Вилле Мон Дезир в Гавре, недалеко от Сент-Адресса во Франции. Его останки похоронены в склепе в нескольких километрах от Таранкона.

## Дети
1. Мария Ампаро Муньос-и-Бурбон, 1-я графиня Виста-Алегре (17 ноября 1834 — 19 августа 1864)
2. Мария де лос Милагрос Муньос-и-Бурбон, 1-я маркиза де Кастильехо (8 ноября 1835 — 9 июля 1903)
3. Августин Мария Муньос-и-Бурбон, 1-й герцог Таранкон, 1-й виконт де Рострольяно и принц Эквадора (15 марта 1837 — 15 июля 1855)
4. Фернандо Мария Муньос-и-Бурбон, 1-й виконт де Альборада, 1-й граф де Каса-Муньос, 2-й герцог Риансарес, 2-й герцог Таранкон, 2-й виконт де Рострольяно (27 апреля 1838 — 7 декабря 1910)
5. Мария Кристина Муньос-и-Бурбон, 1-я маркиза де Ла-Исабела и 1-я виконтесса де Дехесилья (19 апреля 1840 — 20 декабря 1921)
6. Антонио де Падуя Муньос-и-Бурбон (1842—1847)
7. Хуан Муньос-и-Бурбон, 1-й граф дель Рикуэрдо, 1-й виконт де Вильяррубио, 2-й герцог Монтморот во Франции (29 августа 1844 — 2 апреля 1863)
8. Хосе Мария Муньос-и-Бурбон, 1-й граф де Грасия и 1-й виконт де ла Арболеда (21 декабря 1846 — 17 декабря 1863)